# Amphoe Phanna Nikhom

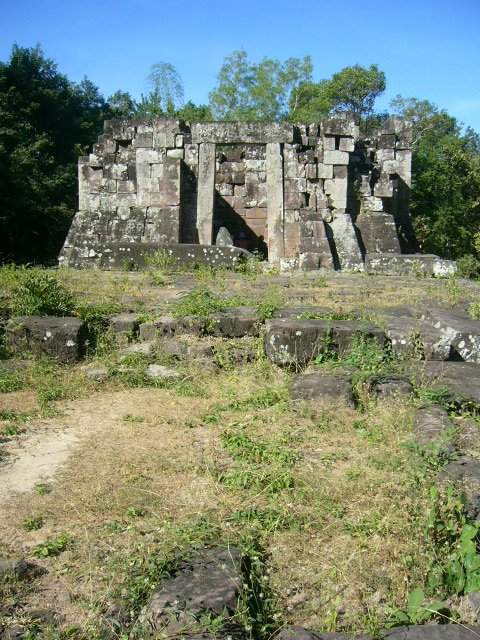
Prasat Phu Phek, Tambon Na Hua Bo

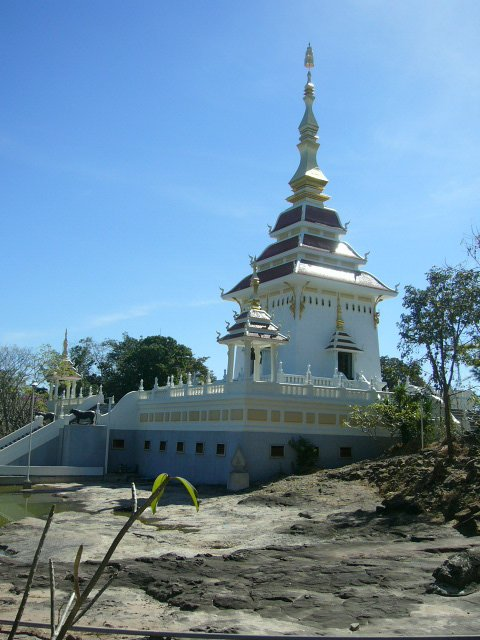
Wat Tham Kham, Tambon Na Nai

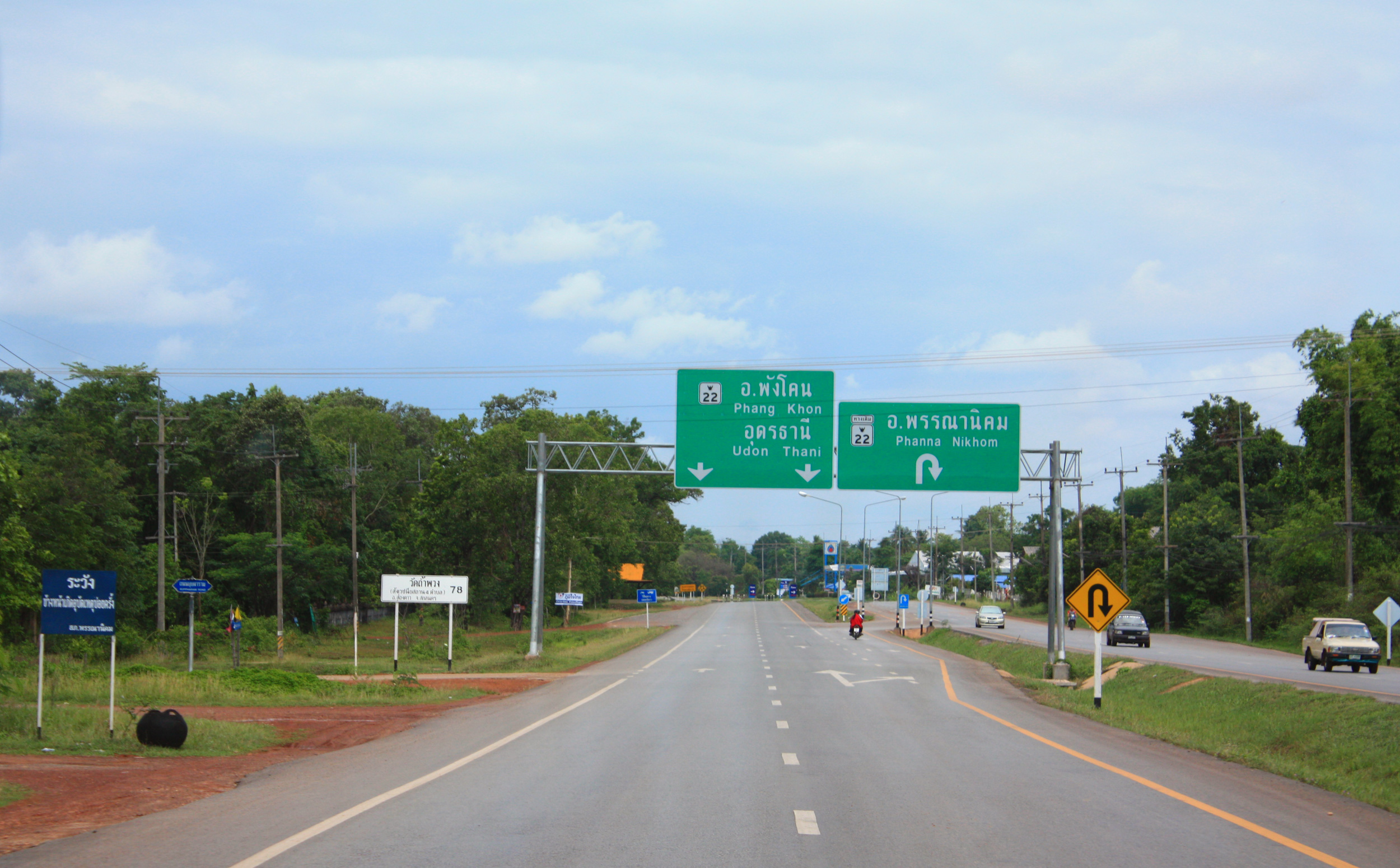
Nationalstraße 22 bei Phanna Nikhom

Amphoe Phanna Nikhom (Thai อำเภอ พรรณนานิคม)  ist ein Landkreis (Amphoe – Verwaltungs-Distrikt) in der Provinz Sakon Nakhon. Die Provinz Sakon Nakhon liegt in der Nordostregion von Thailand, dem so genannten Isan.

## Geographie
Die Amphoe Phanna Nikhom liegt im Zentrum der Provinz Sakon Nakhon und grenzt von Süden im Uhrzeigersinn gesehen an die Amphoe Mueang Sakon Nakhon, Kut Bak, Nikhom Nam Un, Waritchaphum, Phang Khon, Wanon Niwat und Akat Amnuai in der Provinz Sakon Nakhon, sowie Amphoe Na Wa der Provinz Nakhon Phanom.

## Geschichte
Amphoe Phanna Nikhom entstand aus Ban Phang Phrao (บ้านพังพร้าว), wie die Gegend ursprünglich genannt wurde, ehe sie 1902 ihren heutigen Namen erhielt.

## Kultur
In den Phu-Phan-Bergen in Amphoe Phanna Nikhon befinden sich zwei der wichtigsten Kulturdenkmäler der Provinz Sakon Nakhon: Prasat Phu Phek, die Ruinen eines Tempels aus der Khmer-Zeit, sowie Wat Tham Kham, der der Erinnerung an den Mönch Ajahn Thate Desaransi/Luang Pu Thet Thetrangsi (หลวงปู่เทสก์ เทสรังสี) gewidmet ist.

## Verwaltung

### Provinzverwaltung
Der Landkreis Phanna Nikhom ist in zehn Tambon („Unterbezirke“ oder „Gemeinden“) eingeteilt, die sich weiter in 135 Muban („Dörfer“) unterteilen.
| Nr. | Name        | Thai   | Muban | Einw. |
| --- | ----------- | ------ | ----- | ----- |
| 01. | Phanna      | พรรณา  | 13    | 8.767 |
| 02. | Wang Yang   | วังยาง  | 13    | 8.112 |
| 03. | Phok Noi    | พอกน้อย | 12    | 8.552 |
| 04. | Na Hua Bo   | นาหัวบ่อ | 19    | 9.951 |
| 05. | Rai         | ไร่     | 16    | 9.404 |
| 06. | Chang Ming  | ช้างมิ่ง  | 18    | 8.893 |
| 07. | Na Nai      | นาใน   | 11    | 7.677 |
| 08. | Sawang      | สว่าง   | 13    | 7.236 |
| 09. | Ba Hi       | บะฮี    | 10    | 6.225 |
| 10. | Choeng Chum | เชิงชุม  | 10    | 5.054 |

### Lokalverwaltung
Es gibt acht Kommunen mit „Kleinstadt“-Status (Thesaban Tambon) im Landkreis:
- Phanna Nakhon (Thai: เทศบาลตำบลพรรณานคร), bestehend aus Teilen des Tambon Phanna.
- Wang Yang (Thai: เทศบาลตำบลวังยาง), bestehend aus dem gesamten Tambon Wang Yang.
- Phok Noi (Thai: เทศบาลตำบลพอกน้อย), bestehend aus dem gesamten Tambon Phok Noi.
- Na Hua Bo (Thai: เทศบาลตำบลนาหัวบ่อ), bestehend aus dem gesamten Tambon Na Hua Bo.
- Rai (Thai: เทศบาลตำบลไร่), bestehend aus dem gesamten Tambon Rai.
- Na Nai (Thai: เทศบาลตำบลนาใน), bestehend aus dem gesamten Tambon Na Nai.
- Bua Sawang (Thai: เทศบาลตำบลบัวสว่าง), bestehend aus dem gesamten Tambon Sawang.
- Phanna Nikhom (Thai: เทศบาลตำบลพรรณานิคม), bestehend aus den übrigen Teilen des Tambon Phanna.

Außerdem gibt es drei „Tambon-Verwaltungsorganisationen“ (องค์การบริหารส่วนตำบล – Tambon Administrative Organizations, TAO):
- Chang Ming (Thai: องค์การบริหารส่วนตำบลช้างมิ่ง)
- Ba Hi (Thai: องค์การบริหารส่วนตำบลบะฮี)
- Choeng Chum (Thai: องค์การบริหารส่วนตำบลเชิงชุม)